# MLS Cup 1999

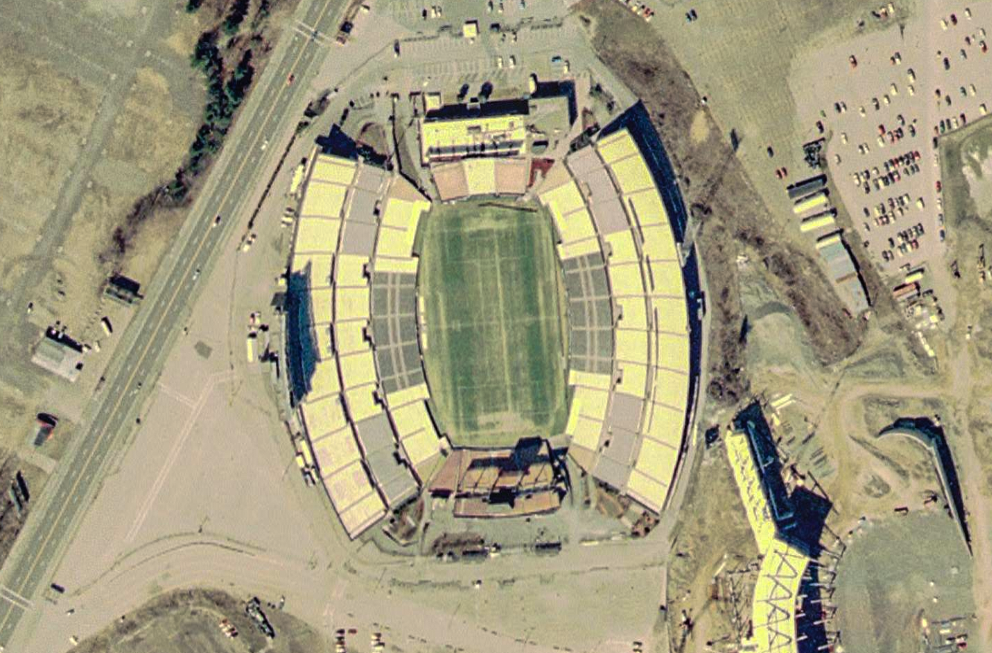
Foxboro Stadium, sede de la final.

La MLS Cup 1999 fue la cuarta final de la MLS Cup de la Major League Soccer de los Estados Unidos. Se jugó el 21 de noviembre en el Foxboro Stadium en Foxborough, Massachusetts.
D.C. United se coronó campeón tras derrotar a Los Angeles Galaxy por 2 a 0 y obteniendo su tercer título. Tras el resultado del partido, D.C. United y Los Angeles Galaxy clasificaron directamente a la Copa de Campeones de la Concacaf 2000.

## Llave
| D.C. United 2 | Los Angeles Galaxy 0 |

## El Partido
| 22 | POR | Tom Presthus     |         |
| 12 | DEF | Jeff Agoos       | Capitán |
| 18 | DEF | Carlos Llamosa   | 74'     |
| 23 | DEF | Eddie Pope       |         |
| 3  | DEF | Carey Talley     |         |
| 10 | MED | Marco Etcheverry |         |
| 20 | MED | John Maessner    |         |
| 14 | MED | Ben Olsen        |         |
| 16 | MED | Richie Williams  |         |
| 15 | DEL | Roy Lassiter     | 87'     |
| 9  | DEL | Jaime Moreno     |         |
| DT | DT  | Thomas Rongen    |         |

| 22 | POR | Kevin Hartman       |         |
| 20 | DEF | Paul Caliguiri      |         |
| 4  | DEF | Robin Fraser        | 9'      |
| 17 | DEF | Ezra Hendrickson    |         |
| 3  | DEF | Greg Vanney         | Capitán |
| 10 | MED | Mauricio Cienfuegos |         |
| 14 | MED | Clint Mathis        |         |
| 21 | MED | Roy Myers           |         |
| 2  | MED | Danny Pena          | 73'     |
| 27 | DEL | Carlos Hermosillo   |         |
| 13 | DEL | Cobi Jones          |         |
| DT | DT  | Sigi Schmid         |         |

| 4 | MED | Diego Soñora | 74' |
| 5 | MED | Geoff Aunger | 87' |

| 5  | DEF | Steve Jolley  | 9'  |
| 12 | MED | Simon Elliott | 73' |

| Anotado | 19' | Jaime Moreno |
| Anotado | 45' | Ben Olsen    |

|  |

| Amonestado | 53' | Ben Olsen    |
| Amonestado | 69' | Carey Talley |
| Amonestado | 76' | Diego Soñora |

| Amonestado | 24' | Cobi Jones |
| Amonestado | 90' | Roy Myers  |

| Árbitro             | Tim Weyland    |
| Árbitros asistentes | Nathan Clement |
| Árbitros asistentes | Craig Lowry    |
| Cuarto árbitro      | Brian Hall     |

| 22 | POR | Tom Presthus     |         |
| 12 | DEF | Jeff Agoos       | Capitán |
| 18 | DEF | Carlos Llamosa   | 74'     |
| 23 | DEF | Eddie Pope       |         |
| 3  | DEF | Carey Talley     |         |
| 10 | MED | Marco Etcheverry |         |
| 20 | MED | John Maessner    |         |
| 14 | MED | Ben Olsen        |         |
| 16 | MED | Richie Williams  |         |
| 15 | DEL | Roy Lassiter     | 87'     |
| 9  | DEL | Jaime Moreno     |         |
| DT | DT  | Thomas Rongen    |         |

| 22 | POR | Kevin Hartman       |         |
| 20 | DEF | Paul Caliguiri      |         |
| 4  | DEF | Robin Fraser        | 9'      |
| 17 | DEF | Ezra Hendrickson    |         |
| 3  | DEF | Greg Vanney         | Capitán |
| 10 | MED | Mauricio Cienfuegos |         |
| 14 | MED | Clint Mathis        |         |
| 21 | MED | Roy Myers           |         |
| 2  | MED | Danny Pena          | 73'     |
| 27 | DEL | Carlos Hermosillo   |         |
| 13 | DEL | Cobi Jones          |         |
| DT | DT  | Sigi Schmid         |         |

| 4 | MED | Diego Soñora | 74' |
| 5 | MED | Geoff Aunger | 87' |

| 5  | DEF | Steve Jolley  | 9'  |
| 12 | MED | Simon Elliott | 73' |

| Anotado | 19' | Jaime Moreno |
| Anotado | 45' | Ben Olsen    |

|  |

| Amonestado | 53' | Ben Olsen    |
| Amonestado | 69' | Carey Talley |
| Amonestado | 76' | Diego Soñora |

| Amonestado | 24' | Cobi Jones |
| Amonestado | 90' | Roy Myers  |

| Árbitro             | Tim Weyland    |
| Árbitros asistentes | Nathan Clement |
| Árbitros asistentes | Craig Lowry    |
| Cuarto árbitro      | Brian Hall     |

|                                |
|                                |
| Campeón D.C. United 3.° título |